# Sárgaüstökű mézevő
A sárgaüstökű mézevő (Lichenostomus melanops) a madarak osztályának a verébalakúak (Passeriformes) rendjébe, ezen belül a mézevőfélék (Meliphagidae) családjába tartozó faj.

## Rendszerezése
A fajt John Latham angol ornitológus írta le 1801-ben, a Turdus nembe Turdus melanops néven.

## Alfajai
- Lichenostomus melanops cassidix (Gould, 1867)
- Lichenostomus melanops melanops (Latham, 1802)
- Lichenostomus melanops meltoni (Mathews, 1912)[2]

## Előfordulása
Ausztrália keleti részén honos. Természetes élőhelyei a szubtrópusi és trópusi lombhullató erdők, mangroveerdők, szavannák és cserjések, valamint vidéki kertek.

## Megjelenése
Testhossza 16,5–21 centiméter, testtömege 14-31 gramm.
|  |

## Életmódja
Elsősorban ízeltlábúakkal, főleg rovarokkal táplálkozik.

## Természetvédelmi helyzete
Az elterjedési területe nagyon nagy, egyedszáma ugyan csökken, de még nem éri el a kritikus szintet. A Természetvédelmi Világszövetség Vörös listáján nem fenyegetett fajként szerepel.